# Madurai (distrikt)
Madurai är ett distrikt i Indien.   Det ligger i delstaten Tamil Nadu, i den södra delen av landet, 2 100 km söder om huvudstaden New Delhi. Antalet invånare är 3 038 252. Arean är 3 742 kvadratkilometer. Madurai gränsar till Sivaganga.
Terrängen i Madurai är varierad.
Följande samhällen finns i Madurai:
- Madurai
- Tirupparangunram
- Melur
- Usilampatti
- Vādippatti
- Sholavandan
- Elumalai
- Alangānallūr
- Kallupatti
- Peraiyur
- Pālamedu